# الدعارة في الهند

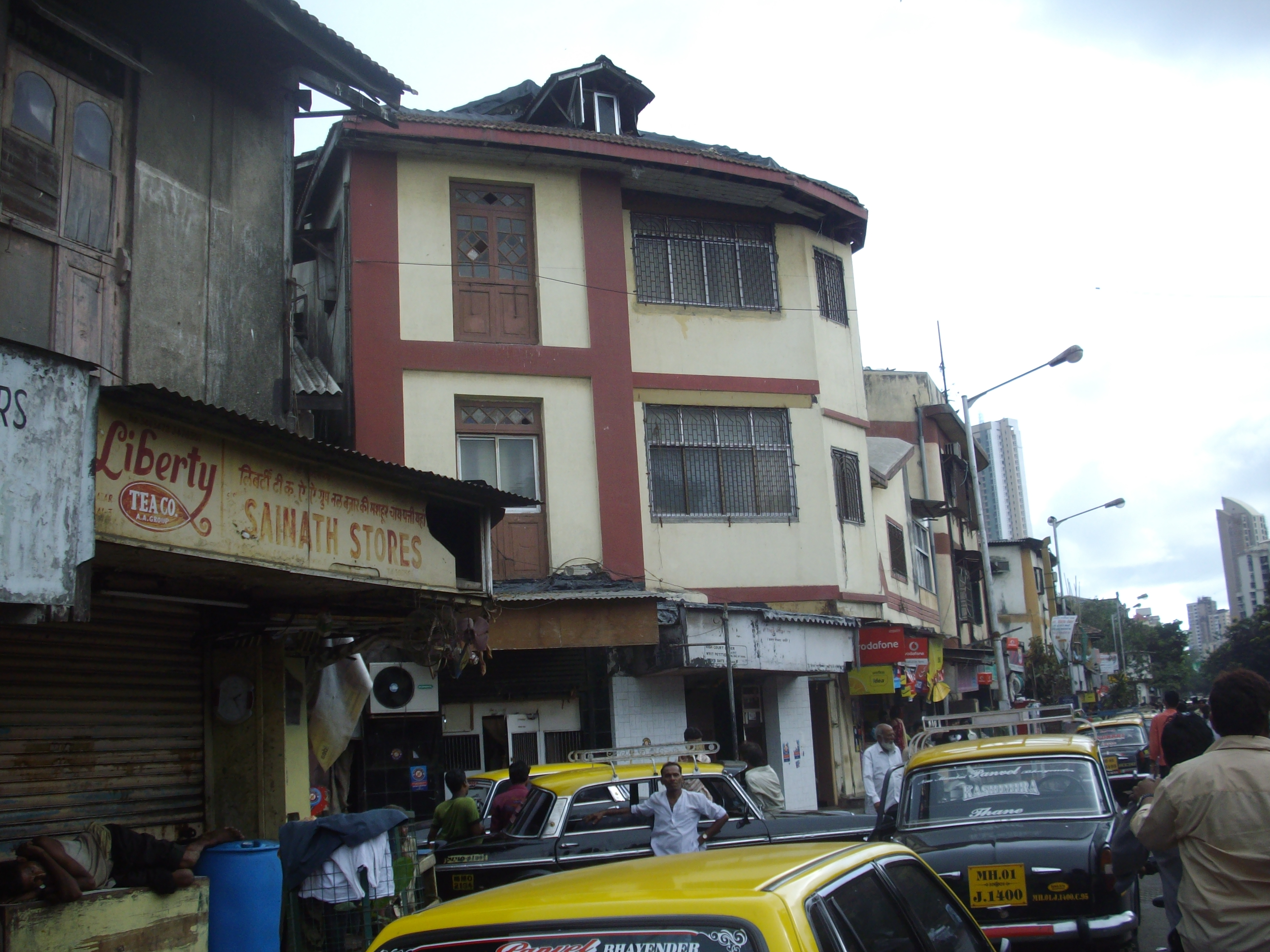
بيت دعارة في كاماتيبورا

الدعارة قانونية في الهند. وهناك عدد من الأنشطة ذات الصلة بما في ذلك التحريض ، الزحف كبح ، وامتلاك أو إدارة بيوت الدعارة والبغاء في فندق ،  بغاء الأطفال ، القوادة والقوادة  غير قانونية. ومع ذلك ، هناك العديد من بيوت الدعارة التي تعمل بشكل غير قانوني في المدن الهندية بما في ذلك مومباي ودلهي وكلكتا وتشيناي . يقدر برنامج الأمم المتحدة المشترك المعني بفيروس نقص المناعة البشرية / الإيدز أن هناك 657829 عاهرة متواجدات في البلاد اعتبارًا من عام 2016.

## فهرس
- تاريخ الدعارة في الهند ، بقلم SN Sinha. نشرته جمعية الصحة البنغالية الاجتماعية ، 1933.
- الإبلاغ عن الدعارة: وسائل الإعلام والمرأة والبغاء في الهند وماليزيا والفلبين ، بقلم لويس جريبين ، اليونسكو. نشرته اليونسكو ، 1985.
- الدعارة في الهند ، بواسطة سانتوش كومار موخيرجي ، بيسواناث جواردار. تم النشر بواسطة Inter-India Publications ، 1986.(ردمك 81-210-0054-8)رقم ISBN 81-210-0054-8 .
- المنبوذ من المجتمع الهندي: تاريخ الدعارة في الهند منذ العصور الفيدية ، استنادًا إلى مصادر سنسكريتية وبالي وبراكريت وبنغالية ، بقلم سوريس شاندرا بانيرجي ورامالا بانيرجي. تم النشر بواسطة Punthi Pustak ، 1989.(ردمك 81-85094-25-X)رقم ISBN 81-85094-25-X .
- دعارة الأطفال في الهند ، بقلم جوزيف أنتوني جاثيا ، مركز الاهتمام بعمالة الأطفال. تم النشر بواسطة Concept Pub. شركة ، 1999.(ردمك 81-7022-771-2)رقم ISBN 81-7022-771-2 .
- الاتجار غير الأخلاقي - الدعارة في الهند ، بقلم في سيثانان. تم النشر بواسطة JEYWIN Publications.(ردمك 81-905975-0-7)رقم ISBN 81-905975-0-7 .
- حياة محطمة: نساء وفتيات داليت يمارسن الدعارة في الهند ، بقلم إم ريتا روزاريو. تم النشر بواسطة Ambedkar Resource Centre، Rural Education for Development Society، 2000.(ردمك 81-87367-02-4)رقم ISBN 81-87367-02-4 .
- جوماري وآخرون. 2002. اعتماد نهج استراتيجي للوصول إلى السكان الذين لا يمكن الوصول إليهم مثل ملخص WePeF6707F ، المؤتمر الدولي الرابع عشر حول الإيدز.
- الاتجار بالنساء والأطفال في الهند ، بقلم رئيس الوزراء ناير ، سانكار سين ، معهد العلوم الاجتماعية ، نيودلهي ، الهند. اللجنة الوطنية لحقوق الإنسان ، المكتب الإقليمي لجنوب آسيا التابع لصندوق الأمم المتحدة الإنمائي للمرأة ، نيودلهي. تم النشر بواسطة Orient Blackswan ، 2005.(ردمك 81-250-2845-5)رقم ISBN 81-250-2845-5 .
- الهند وجنوب شرق آسيا حتى عام 1875 ، بيك ، ساندرسون.(ردمك 0-9762210-0-4)رقم ISBN 0-9762210-0-4
- Soofi، Mayank Austen (2013). Nobody Can Love You More: Life in Delhi's Red Light District. Penguin Group. ISBN:978-0-670-08414-2. مؤرشف من الأصل في 2018-12-25.978-0-670-08414-2

## روابط خارجية
- تقارير وزارة الخارجية الأمريكية السنوية عن حقوق الإنسان حول الهند
- اغتصاب من أجل الربح - تقرير هيومن رايتس ووتش
- Navjeevan Mumbai في مجال التوعية بالعمل الجنسي
- قانون (منع) الاتجار غير الأخلاقي لعام 1956
- إضفاء الشرعية على الدعارة في الهند لمعالجة مشاكل صناعة الجنس مقال بقلم K Rajasekharan